# Ciclismo nos Jogos Paralímpicos de Verão de 2012 - Velocidade por equipes mistas em pista
A prova de velocidade por equipes mistas em pista do Ciclismo nos Jogos Paralímpicos de Verão de 2012 foi disputada no dia 2 de setembro no Velódromo de Londres, na capital britânica.
Apenas um evento foi disputado, para equipes nacionais formadas por atletas das classes C1 a C5. Cada equipe possui 3 ciclistas, podendo inclusive incluir mulheres. A primeira fase consiste de uma fase de qualificação com as 10 equipes. As equipes com os dois melhores tempos vão para a final. As equipes com o terceiro e quarto tempos disputam o bronze.

## Medalhistas
|  | CHN China                                           |  | GBR Grã-Bretanha                                                       |  | USA Estados Unidos                                                 |
|  | Ji Xiaofei (C4/M) Liu Xinyang (C5/M) Xie Hao (C2/M) |  | Jon-Allan Butterworth (C5/M) Darren Kenny (C3/M) Richard Waddon (C3/M) |  | TJoseph Berenyi (C3/M) Sam Kavanagh (C4/M) Jennifer Schuble (C5/F) |

## Fase de qualificação
| Pos. | Equipe              | Atletas                                                                | Tempo  | Notas |
| ---- | ------------------- | ---------------------------------------------------------------------- | ------ | ----- |
| 1    | CHN China           | Ji Xiaofei (C4/M) Liu Xinyang (C5/M) Xie Hao (C2/M)                    | 49.804 | Q     |
| 2    | GBR Grã-Bretanha    | Jon-Allan Butterworth (C5/M) Darren Kenny (C3/M) Richard Waddon (C3/M) | 49.808 | Q     |
| 3    | USA Estados Unidos  | Joseph Berenyi (C3/M) Sam Kavanagh (C4/M) Jennifer Schuble (C5/W)      | 53.174 | Q     |
| 4    | CZE República Checa | Jiří Bouška (C4/M) Jiří Ježek (C4/M) Ivo Koblasa (C2/M)                | 53.751 | Q     |
| 5    | AUS Austrália       | Michael Gallagher (C5/M) David Nicholas (C3/M) Susan Powell (C4/W)     | 55.347 |       |
| 6    | GER Alemanha        | Tobias Graf (C2/M) Wolfgang Sacher (C5/M) Steffen Warias (C3/M)        | 56.011 |       |
| 7    | ESP Espanha         | Alfonso Cabello (C5/M) Maurice Eckhard Tió (C2/M) César Neira (C4/M)   | 56.236 |       |
| 8    | IRL Irlanda         | Colin Lynch (C2/M) Cathal Miller (C5/M) Enda Smyth (C3/M)              | 56.401 |       |
| 9    | ITA Itália          | Roberto Bargna (C3/M) Andrea Tarlao (C5/M) Paolo Vigano (C3/M)         | 57.095 |       |
| 10   | NZL Nova Zelândia   | Chris Ross (C5/M) Nathan Smith (C3/M) Fiona Southorn (C5/W)            | 57.449 |       |

|  | Classificados à final               |
|  | Classificados à disputa pelo bronze |

## Fase final

### Disputa pelo bronze
| Pos.              | Equipe              | Atletas                                                           | Tempo  | Notas |
| ----------------- | ------------------- | ----------------------------------------------------------------- | ------ | ----- |
| Medalha de bronze | USA Estados Unidos  | Joseph Berenyi (C3/M) Sam Kavanagh (C4/M) Jennifer Schuble (C5/F) | 52.749 |       |
| 4                 | CZE República Checa | Jiří Bouška (C4/M) Jiří Ježek (C4/M) Ivo Koblasa (C2/M)           | 54.128 |       |

### Final
| Pos.             | Equipe           | Atletas                                                                | Tempo  | Notas           |
| ---------------- | ---------------- | ---------------------------------------------------------------------- | ------ | --------------- |
| Medalha de ouro  | CHN China        | Ji Xiaofei (C4/M) Liu Xinyang (C5/M) Xie Hao (C2/M)                    | 49.454 | Recorde mundial |
| Medalha de prata | GBR Grã-Bretanha | Jon-Allan Butterworth (C5/M) Darren Kenny (C3/M) Richard Waddon (C3/M) | 49.519 |                 |

Legenda
| Recorde mundial      | Recorde mundial (World record)               |                       | Recorde africano                      | Recorde africano (African) |                                           | Q | Classificado por posição (Qualified) |
| Recorde paralímpico  | Recorde paralímpico (Paralympic record)      | Recorde da América    | Recorde da América (Americas)         | q                          | Classificado por melhor tempo (Qualified) |   |                                      |
| Melhor marca do ano  | Melhor marca do ano (World leading)          | Recorde asiático      | Recorde asiático (Asian)              | DNS                        | Não largou (Did not start)                |   |                                      |
| Recorde nacional     | Recorde nacional (National record)           | Recorde europeu       | Recorde europeu (European)            | DNF                        | Não terminou (Did not finish)             |   |                                      |
| Recorde pessoal      | Recorde pessoal do atleta (Personal best)    | Recorde da Oceania    | Recorde da Oceania (Oceania)          | DSQ / DQ                   | Desclassificado (Disqualified)            |   |                                      |
| Recorde da temporada | Recorde da temporada do atleta (Season best) | Recorde sul-americano | Recorde sul-americano (South America) | NM                         | Sem marca (No mark)                       |   |                                      |